# 索萊達 (安索阿特吉州)

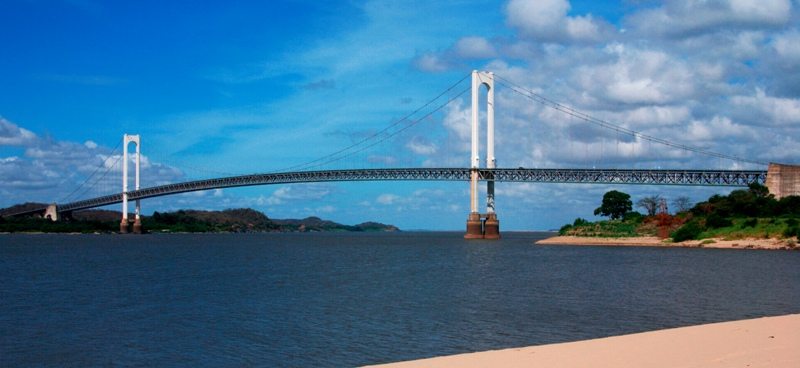

索萊達（西班牙語：Soledad），是委內瑞拉的城鎮，位於該國東北部安索阿特吉州，是因德彭登西亞市的首府，處於奧里諾科河畔，始建於1618年，海拔高度8米，人口15,000。